# Dendrodoris rainfordi
Dendrodoris rainfordi is een slakkensoort uit de familie van de Dendrodorididae. De wetenschappelijke naam van de soort is voor het eerst geldig gepubliceerd in 1932 door Allan.